# Modische Maschen
Modische Maschen war eine in der DDR erscheinende Strickzeitschrift.
Herausgegeben wurde die Zeitschrift vom Verlag für die Frau. Die erste Ausgabe wurde 1963 veröffentlicht.  Es gab vier Ausgaben in einem Jahr, das Frühjahrsheft, das Sommerheft, das Herbstheft und das Winterheft.
Die „Modischen Maschen“ kosteten 2,60 Mark und wurden in der DDR und im Ostblock verkauft.
In der Zeitschrift waren  nur Fotos der „Modischen Maschen“ zu sehen und die dazugehörigen Strickanleitungen. Da in der DDR modische Kleidung nicht so leicht zu bekommen war, war die Zeitschrift sehr beliebt.
Fotograf der Zeitschrift war Günter Rössler, der die Zeitschrift auch viele Jahre layoutet hatte. Die Models arbeiteten hauptsächlich nebenberuflich für die „Modischen Maschen“. Models für die „Modischen Maschen“ waren u. a. Eva Mahn, Kirsten Schlegel und Anja Kossiwakis. 1989 hatte die Zeitschrift eine Auflage von 624.000 Exemplaren.
Der Gong-Verlag übernahm 1991 den Verlag für die Frau und damit auch die „Modischen Maschen“. Die Zeitschrift wurde relauncht, erhielt ein kleineres Format und wurde um Rubriken mit Schönheits-Tipps, um Rezepte, Gesundheitsthemen und Ratgeberseiten zu Finanz-, Rechts- und Berufsfragen erweitert. Die Zeitschrift erschien nun monatlich. Zunächst beschränkte sich das Verbreitungsgebiet weiter auf die neuen Bundesländer; erst später wurde die Zeitschrift auch in den westlichen Bundesländern verkauft.
Die Auflage sank auf 110.000 Exemplare im Jahr 1991. 1992 wurden die „Modische Maschen“ und die Zeitschrift „Handarbeit“, die ebenfalls im Verlag für die Frau erschienen war, zusammengelegt;  der neue Name lautete ab September 1993 „Die Kreative“. Auch diese  Zeitschrift wurde eingestellt.